# Droga krajowa nr 89 (Węgry)
Droga krajowa nr 89 (węg. 89-es főút) – droga krajowa w komitacie Vas w zachodnich Węgrzech. Długość - 16 km. Przebieg: 
- Szombathely (obwodnica) – skrzyżowanie z 87
- granica węgiersko-austriacka Bucsu – Schachendorf – połączenie z austriacką drogą B63.